# مارتی هیورینن
مارتی هیورینن (فنلاندی: Martti Hyvärinen؛ زادهٔ ۶ نوامبر ۱۹۳۹) بازیکن فوتبال اهل فنلاند بود.
وی همچنین در تیم ملی فوتبال فنلاند بازی کرده‌است.